# The Hollywood Squares
The Hollywood Squares es un programa de concurso estadounidense en el cual dos oponentes jugaban el famoso tres en línea para obtener dinero en efectivo y premios. El piloto se emitió por primera vez en la cadena NBC en 1965 y la serie regular debutó en 1966 en la misma cadena.
Al juego normalmente se invitaban estrellas del cine, la televisión y la música. El formato fue adaptado en más de 20 países.

## Invitados
Muchas celebridades eran invitadas de manera regular al programa. Algunos de ellos fueron Wally Cox, Morey Amsterdam, Florence Henderson, Buddy Hackett, Marty Allen, Barbara Eden, George Gobel, Vincent Price, Charo, Sandy Duncan, Alice Cooper, Carol Wayne, Jonathan Winters, Foster Brooks, The Lennon Sisters, Garrett Morris, Karen Valentine y Joan Rivers.

## Versiones internacionales
Color:
     Al aire  
     Descontinuado  
| País            | Título                                            | Presentador(es) | Canal                                  | Duración                                                    |
| --------------- | ------------------------------------------------- | --- | -------------------------------------- | ----------------------------------------------------------- |
| Arabia Saudita  | سين جيم Sin Jim                                   | Shareef El Alami | Dubai TV                               | 1990s                                                       |
| Arabia Saudita  | معجب عجيب Mojab Ajeeb                             | Michel Kazi | Future TV                              | 2009                                                        |
| Argentina       | Ta Te Show                                        | Leonardo Simons Silvio Soldán Fernando Bravo | Telefé                                 | 1993–97                                                     |
| Australia       | Celebrity Squares                                 | John Bailey | Network Ten                            | 1967                                                        |
| Australia       | Celebrity Squares                                 | Jimmy Hannan | Nine Network                           | 1975–76                                                     |
| Australia       | Personality Squares                               | John Bailey Joe Martin Bob Moore | Network Ten                            | 1967–69                                                     |
| Australia       | Personality Squares                               | Jimmy Hannan | Network Ten                            | 1981                                                        |
| Australia       | All-Star Squares                                  | Ian 'Danno' Rogerson | Seven Network                          | 1999                                                        |
| Bélgica         | sterrenconnectie                                  | Hans Otten | VTM                                    | 1996-1998                                                   |
| Bélgica         | de waarzeggers                                    | Rani De Coninck | VTM                                    | 2015-                                                       |
| Bélgica         | L'académie des 9                                  | Maureen Louys | RTBF La Une                            | 2015                                                        |
| Brasil          | Jogo da Velha                                     | Fausto Silva | Rede Globo                             | 1989–93                                                     |
| Canadá Quebec   | Tic Tac Toc                                       | Claude Mailhot | TVA                                    | 1978–79                                                     |
| Canadá Quebec   | Tic Tac Show                                      | Jean-François Mercier | V                                      | 2013–                                                       |
| China           | Tic Tac Toe                                       | Dennis Chew | MediaCorp 8                            | 2003                                                        |
| República Checa | Čtveráci                                          | Martin Severa Barbora Štěpánová | Nova                                   | 1999–2000                                                   |
| Dinamarca       | Stjerner på stribe                                | Jarl Friis-Mikkelsen | TV2                                    | 2013–                                                       |
| Francia         | L'Academie des 9                                  | Jean-Pierre Foucault Yves Lecoq Benjamin Castaldi | Antenne 2 NRJ 12                       | 1982–87 1987–91 2015                                        |
| Francia         | Le Kadox                                          | Alexandre Debanne | France 3                               | 1998–2000                                                   |
| Francia         | La Porte ouverte a toutes les fenêtres            | Cyril Hanouna | France 4                               | 2009–10                                                     |
| Alemania        | XXO – Fritz & Co                                  | Fritz Egner | Sat.1                                  | 1995–97                                                     |
| Alemania        | Star Weekend                                      | Marco Strohlein | RTL                                    | 2000                                                        |
| Grecia          | Τα Τετράγωνα Των Αστέρων Ta Tetragona ton asteron | Maria Aliferi | EPT                                    | 1980–81                                                     |
| Grecia          | Τα Τετράγωνα Των Αστέρων Ta Tetragona ton asteron | Giorgos Marinos | Mega Channel                           | 2003                                                        |
| Hungría         | Esti Broadway                                     | István Vágó | TV2                                    | 1999–2000                                                   |
| Indonesia       | Selebritis Indonesia                              | Joe Richard Ferry Salim | Indosiar                               | 1999-2002                                                   |
| Indonesia       | Celebrity Squares                                 | John Martin | NET.                                   | 2015–                                                       |
| Israel          | תשע בריבוע Tesha BaRibu'a                         | Uri Zohar Tuvia Tzafir Eyal Geffen | Channel 1                              | 1977–82 1993                                                |
| Israel          | כוכבים בריבוע Kochavim BaRibu'a                   | Shai Avivi | Channel 2 Keshet                       | 1999                                                        |
| Israel          | חכמים בריבוע Hakhamin BaRibu'a                    | Avri Gilad | Channel 2 Keshet                       | 2010                                                        |
| Italia          | Il gioco dei 9                                    | Raimondo Vianello and Sandra Mondaini Gerry Scotti | Canale 5                               | 1988–90 1990–92                                             |
| Italia          | Il gioco dei 9                                    | Enrico Papi | Italia 1                               | 2004                                                        |
| Japón           | 3・3が9イズ 3 times 3 is quiz                     | Genzō Wakayama | TBS                                    | 1970–71                                                     |
| Japón           | うそつきクイズ Liar Quiz                          | Jun Nagasawa | Nippon TV                              | 1979–80                                                     |
| Japón           | クイズ スクエア Quiz Square                       | Haruo Mizuno | Nippon TV                              | 1980                                                        |
| Malasia         | Celebrity Squares                                 | Sharifah Shahirah | ntv7                                   | 2002–03                                                     |
| Países Bajos    | Sterrenflat                                       | Ron Brandsteder | RTL 4                                  | 1999                                                        |
| Perú            | Michi Show                                        | Luis Ángel Pinasco | América Televisión                     | 1993–94                                                     |
| Polonia         | 9 Wspaniałych                                     | Wojciech Malajkat Robet Rozmus | Polsat                                 | 1997–98                                                     |
| Rusia           | Πpощe πростого                                    | Igor Wernick Nikolay Fomenko | MTK (1994–96) PTP (1996–97) HTB (1997) | 1993–94 1994–6 1996–97 1997                                 |
| Singapur        | Celebrity Squares                                 | Lawrence Chau | MediaCorp 5                            | 2001                                                        |
| España          | VIP                                               | Emiilio Aragón Belén Rueda José Luis Moreno Mar Flores Thalia Juan Carlos Martin Raquel Carrillo Ana Charri Tito Agusto Miguel Lara Pepe Viyuela Arancha Del Sol Juan Luis Cano Jaime Barrella Guillermo Fesser Heather Parisi Cannelle | Telecinco                              | 1990–92                                                     |
| España          | Tres en Raya                                      | Carolina Ferre | LaSexta                                | 2007                                                        |
| Suecia          | Prat I Kvadrat                                    | Fredrik Belfrage Harald Treutiger Martin Örnorth | Sveriges Television                    | 2 de marzo de 1983 1985–86 1999 2000                        |
| Suecia          | OAS                                               | Lenhart Swahn | TV1                                    | 1972                                                        |
| Turquía         | XOX: Kare Akademisi                               | Yalçın Menteş | Show TV aTV                            | 1993–96                                                     |
| Turquía         | Kandıramazsın Beni                                | Vatan Şaşmaz | Fox Turquía                            | 2009                                                        |
| Reino Unido     | Celebrity Squares                                 | Bob Monkhouse | ITV                                    | 1975–79 1993–97                                             |
| Reino Unido     | Celebrity Squares                                 | Warwick Davis | ITV                                    | 2014–15                                                     |
| Estados Unidos  | The Hollywood Squares                             | Peter Marshall | NBC                                    | Daytime: 1966–80 Nighttime: 1968                            |
| Estados Unidos  | Storybook Squares                                 | Peter Marshall | NBC                                    | 1969–77                                                     |
| Estados Unidos  | The Hollywood Squares                             | Peter Marshall | Syndicated                             | Weekly: 1971–72 Twice weekly:1972–80 Daily/Nightly: 1980–81 |
| Estados Unidos  | The Match Game-Hollywood Squares Hour             | Gene Rayburn (MG) Jon Bauman (HS) | NBC                                    | 1983–84                                                     |
| Estados Unidos  | The New Hollywood Squares                         | John Davidson | Syndicated                             | 1986–89                                                     |
| Estados Unidos  | Hollywood Squares                                 | Tom Bergeron | Syndicated                             | 1998–2004                                                   |
| Estados Unidos  | Hip Hop Squares                                   | Peter Rosenberg | MTV2                                   | 2012                                                        |